# Aleuropleurocelus rotunda
Aleuropleurocelus rotunda là một loài côn trùng cánh nửa trong họ Aleyrodidae, phân họ Aleyrodinae.
Aleuropleurocelus rotunda được miêu tả khoa học đầu tiên bởi J.M. Baker năm 1937.